# Кліфтон (Нью-Йорк)
Кліфтон (англ. Clifton) — місто (англ. town) в США, в окрузі Сент-Лоуренс штату Нью-Йорк. Населення — 675 осіб (2020).

## Демографія
Згідно з переписом 2010 року, у місті мешкала 751 особа в 301 домогосподарстві у складі 206 родин. Було 881 помешкання
Расовий склад населення:
| - 96,4 % — білих - 0,4 % — корінних американців - 0,1 % — чорних або афроамериканців |

До двох чи більше рас належало 2,8 %. Частка іспаномовних становила 1,6 % від усіх жителів.
За віковим діапазоном населення розподілялося таким чином: 22,2 % — особи молодші 18 років, 58,8 % — особи у віці 18—64 років, 19,0 % — особи у віці 65 років та старші. Медіана віку мешканця становила 44,5 року. На 100 осіб жіночої статі у місті припадало 109,2 чоловіків;  на 100 жінок у віці від 18 років та старших — 112,4 чоловіків також старших 18 років.
Середній дохід на одне домашнє господарство  становив 53 839 доларів США (медіана — 37 917), а середній дохід на одну сім'ю — 62 679 доларів (медіана — 50 197). Медіана доходів становила 40 714 долари для чоловіків та 46 250 доларів для жінок. За межею бідності перебувало 25,3 % осіб, у тому числі 31,4 % дітей у віці до 18 років та 6,5 % осіб у віці 65 років та старших.
Цивільне працевлаштоване населення становило 214 осіб. Основні галузі зайнятості: освіта, охорона здоров'я та соціальна допомога — 26,6 %, роздрібна торгівля — 19,2 %, публічна адміністрація — 11,2 %, мистецтво, розваги та відпочинок — 11,2 %.